# Personer i Sverige födda i Slovenien
Till personer i Sverige födda i Slovenien räknas personer som är folkbokförda i Sverige och som har sitt ursprung i Slovenien. Enligt Statistiska centralbyrån fanns det 2017 i Sverige sammanlagt cirka 1 400 personer födda i Slovenien. Fram till år 1991 var Slovenien en del av Jugoslavien.

## Historik
Slovenerna började invandra till Sverige strax efter andra världskriget. Invandringen ökade under 1950- och 1960-talet efter att avtal slöts mellan Sverige och Jugoslavien, ett avtal om arbetskraftsöverföring, även om endast en mindre del av slovener som invandrat till Sverige har kommit via organiserade kontakter mellan ländernas arbetsmarknadsmyndigheter.

## Historisk utveckling

### Födda i Slovenien
Notera skillnaden mellan landet Slovenien, delstaten Slovenien och den kulturgeografiska regionen Slovenien. Officiell statistik om befolkning kan beroende på källa hänföra sig till endera eller båda av de förstnämnda.
| Personer i Sverige födda i Slovenien 2000–2024  | Personer i Sverige födda i Slovenien 2000–2024 | Personer i Sverige födda i Slovenien 2000–2024 | Personer i Sverige födda i Slovenien 2000–2024 | Personer i Sverige födda i Slovenien 2000–2024 |
| ----------------------------------------------- | ---------------------------------------------- | ---------------------------------------------- | ---------------------------------------------- | ---------------------------------------------- |
|                                                 |                                                |                                                |                                                |                                                |
| År                                              |                                                |                                                | Folkmängd                                      |                                                |
| 2000                                            | 2000                                           |                                                | 683                                            |                                                |
| 2001                                            | 2001                                           |                                                | 726                                            |                                                |
| 2002                                            | 2002                                           |                                                | 743                                            |                                                |
| 2003                                            | 2003                                           |                                                | 765                                            |                                                |
| 2004                                            | 2004                                           |                                                | 792                                            |                                                |
| 2005                                            | 2005                                           |                                                | 821                                            |                                                |
| 2006                                            | 2006                                           |                                                | 857                                            |                                                |
| 2007                                            | 2007                                           |                                                | 895                                            |                                                |
| 2008                                            | 2008                                           |                                                | 938                                            |                                                |
| 2009                                            | 2009                                           |                                                | 962                                            |                                                |
| 2010                                            | 2010                                           |                                                | 983                                            |                                                |
| 2011                                            | 2011                                           |                                                | 1 019                                          |                                                |
| 2012                                            | 2012                                           |                                                | 1 046                                          |                                                |
| 2013                                            | 2013                                           |                                                | 1 128                                          |                                                |
| 2014                                            | 2014                                           |                                                | 1 188                                          |                                                |
| 2015                                            | 2015                                           |                                                | 1 252                                          |                                                |
| 2016                                            | 2016                                           |                                                | 1 298                                          |                                                |
| 2017                                            | 2017                                           |                                                | 1 356                                          |                                                |
| 2018                                            | 2018                                           |                                                | 1 377                                          |                                                |
| 2019                                            | 2019                                           |                                                | 1 409                                          |                                                |
| 2020                                            | 2020                                           |                                                | 1 426                                          |                                                |
| 2021                                            | 2021                                           |                                                | 1 451                                          |                                                |
| 2022                                            | 2022                                           |                                                | 1 501                                          |                                                |
| 2023                                            | 2023                                           |                                                | 1 525                                          |                                                |
| 2024                                            | 2024                                           |                                                | 1 542                                          |                                                |
| Anm.: Befolkning den 31 december respektive år. |                                                |                                                |                                                |                                                |